# 摩尔达维亚苏维埃社会主义共和国
摩尔达维亚苏维埃社会主义共和国（羅馬化：Republica Sovietică Socialistă Moldovenească）是苏联历史上的第十四个加盟共和国，设立当时为第十三个加盟共和国，在卡累利阿-芬兰被撤销后为第十二个加盟共和国，简称摩尔达维亚，现称摩尔多瓦。摩尔达维亚苏维埃社会主义共和国位于东欧，南部和罗马尼亚接壤，北部和乌克兰苏维埃社会主义共和国相邻。

## 历史
摩尔多瓦在历史上属于罗马尼亚领土的一部分。1812年，俄羅斯帝國占领摩爾多瓦部分领土，即比萨拉比亚地区。1859年1月，摩尔多瓦和瓦拉几亚合并组成罗马尼亚。1878年，南比萨拉比亚再次被俄国兼并。十月革命後，比萨拉比亚於1918年1月宣布独立，成立摩尔多瓦民主共和国，3月与罗马尼亚合并。
1924年苏联在乌克兰境内的德涅斯特河与南布格河之间建立摩尔达维亚蘇維埃社會主義自治共和國。
1939年8月苏联与德国签署《苏德互不侵犯条约》，其附加议定书将罗马尼亚的比萨拉比亚划为苏联势力范围。1940年6月法国被德国占领后，苏联发出最后通牒，迫使罗马尼亚割让了比萨拉比亚和北布科维纳地区，1940年6月28日苏联出兵占领。1940年8月2日摩尔达维亚苏维埃社会主义自治共和国撤销，原自治共和国最西边的6个区与比萨拉比亚6个完整的县和3个小部分的县组建成摩尔达维亚苏维埃社会主义共和国。苏德战争期间，德国将这一地区归还了罗马尼亚，1944年，苏联重新占领摩尔达维亚，恢復蘇维埃政权。
1990年6月23日，摩尔达维亚最高苏维埃按罗马尼亚语发音将国名改为“摩尔多瓦苏维埃社会主义共和国”。1990年9月2日，位于摩尔多瓦东部边境的德涅斯特河左岸地区单方面宣布脱离摩尔多瓦苏维埃社会主义共和国，成立“德涅斯特河沿岸摩尔达维亚苏维埃社会主义共和国”，自称为苏联的加盟共和国，但未得到苏联政府和摩尔多瓦政府的承认。1991年5月23日，摩尔多瓦苏维埃社会主义共和国改名为“摩尔多瓦共和国”。1991年8月27日，摩尔多瓦宣布独立。1991年12月21日，摩尔多瓦加入独立国家联合体。1993年8月5日，摩尔多瓦议会否决摩尔多瓦加入独联体的决定。1994年4月8日，议会重新批准摩尔多瓦加入独联体。

## 经济
在苏联时期，摩尔达维亚虽然进行过部分的工业化，不过，经济上仍然主要依靠农业。虽然仅占有前苏联的不到0.2%的领土面积，但是摩尔达维亚的农业输出几乎占苏联的2.5%（其中酒类输出占40%左右）。它也是烟草和酿酒用葡萄的大宗生产国，并且是葵花子和甜菜的主要生产地。

## 领导人

### 最高苏维埃主席团主席
- 费奥多尔·布罗夫科（1940年6月28日—1951年3月29日）
- 伊万·科季察（1951年3月29日—1963年4月5日）
- 基里尔·伊利亚申科（1963年4月5日—1980年4月10日）
- 伊万·卡林（1980年4月10日—1985年12月24日）
- 亚历山大·莫卡努（1985年12月24日—1989年7月12日）
- 伊万·塞班（1989年7月12日—1989年7月29日）
- 米尔恰·斯涅古尔（1989年7月29日—1990年4月27日）

### 人民委员会、部长会议主席
- 吉洪·康斯坦丁诺夫（1940年8月2日—1945年4月17日）
- 尼古拉·科瓦利（1945年7月17日－1946年7月18日，1946年4月4日起改称部长会议主席）
- 格拉西姆·鲁季（1946年7月19日—1958年1月23日）
- 亚历山大·季奥尔季察（1958年1月23日—1970年4月15日）
- 格奥尔基·安托夏克（1970年4月15日—24日，代理）
- 彼得·帕斯卡里（1970年4月24日—1976年8月1日，第一次）
- 谢苗·格罗苏（1976年8月1日—1980年12月30日）
- 扬·乌斯蒂安（1980年12月30日—1985年12月24日）
- 伊万·卡林（1985年12月24日—1990年1月10日）
- 彼得·帕斯卡里（1990年1月10日—5月26日，第二次）

### 最高苏维埃主席
- 尼基塔·萨洛戈尔（1941年2月8日—1947年5月13日）
- 马卡里·拉杜尔（1947年5月13日—1951年3月16日）
- 谢苗·科朱哈尔（1951年3月16日—1959年4月17日）
- 约瑟夫·瓦尔蒂西安（1959年4月17日—1963年4月3日）
- 安德烈·卢潘（1963年4月3日—1967年4月11日）
- 塞尔吉乌·拉德乌萨努（1967年4月11日—1971年4月17日）
- 阿尔乔姆·拉扎列夫（1971年4月17日—1980年4月10日）
- 帕维尔·博苏（1980年4月10日—1985年3月29日）
- 米哈伊尔·卢帕斯库（1985年3月29日—1986年7月12日）
- 扬·乔巴努（1986年7月12日—1990年4月17日）
- 米尔恰·斯涅古尔（1990年4月27日—9月3日）
- 亚历山大·莫萨努（1990年9月3日—1993年2月3日）

## 民族构成
| 民族         | 1941      | 1941  | 1959      | 1959  | 1970      | 1970  | 1979      | 1979  | 1989      | 1989  |
| ------------ | --------- | ----- | --------- | ----- | --------- | ----- | --------- | ----- | --------- | ----- |
| 摩尔多瓦人   | 1,620,800 | 68.8% | 1,886,566 | 65.4% | 2,303,916 | 64.6% | 2,525,687 | 63.9% | 2,794,749 | 64.5% |
| 罗马尼亚人   |           |       | 1,663     | 0.06% | 1,581     |       | 1,657     |       | 2,477     | 0.06% |
| 乌克兰人     | 261 200   | 11.1% | 420,820   | 14.6% | 506,560   | 14.2% | 560,679   | 14.2% | 600,366   | 13.8% |
| 俄罗斯人     | 158,100   | 6.7%  | 292,930   | 10.2% | 414,444   | 11.6% | 505,730   | 12.8% | 562,069   | 13.0% |
| 犹太人       |           |       | 95,107    | 3.2%  | 98,072    | 2.7%  | 80,127    | 2.0%  | 65,672    | 1.5%  |
| 加告兹人     | 115,700   | 4.9%  | 95,856    | 3.3%  | 124,902   | 3.5%  | 138,000   | 3.5%  | 153,458   | 3.5%  |
| 保加利亚人   | 177,700   | 7.5%  | 61,652    | 2.1%  | 73,776    | 2.1%  | 80,665    | 2.0%  | 88,419    | 2.0%  |
| 罗姆人       |           |       | 7,265     | 0.2%  | 9,235     | 0.2%  | 10,666    | 0.3%  | 11,571    | 0.3%  |
| 其他少数民族 | 23,200    | 1.0%  | 22,618    | 0.8%  | 43,768    | 1.1%  | 48,202    | 1.2%  | 56,579    | 1.3%  |

## 備註
1. ↑  俄語羅馬化：Moldavskaya Sovetskaya Sotsialisticheskaya Respublika

### 引用
1. ↑  V. V. Kembrovskiy, E. M. Zagorodnaya, "Naselenie soyuznyh respublik", Moscow, Statistika, 1977, p. 192.